# Man (Elfenbenskysten)
 For alternative betydninger, se Man. (Se også artikler, som begynder med Man)
Man er en by i det vestlige Elfenbenskysten, der er hovedstad i et departement af samme navn. Byen har et indbyggertal på cirka 150.000.